# Nørtorp
Nørtorp (nævnt som Thorp i 1365, Nør Torp 1664) er et voldsted og tidligere herregård i Ræhr Sogn, Hillerslev Herred, Thisted Amt. Resterne af voldstedet ligger i nutidens Hanstholm.
Voldstedet var en herregårdsplads, dvs. mere et bosted end et forsvarsværk, og resterne har en grundflade på ca. 65 x 70 meter og en topflade på 1600 m2. Der har både været plads til beboelse og til andre funktioner på voldstedet. En stor vinkelbygning på 20 x 20 meter har efter ældre optegninger ligget på området.
Voldstedet er opbygget af kalksten, hvilket forklarer, hvorfor stedet har kunnet holde stand mod fugt og opdyrkning. Mod vest og syd har vandet gået helt hen til banken, mens der har været voldgrave mod nord og øst. På banken er der fundet munkesten, men der er ikke foretaget egentlige udgravninger, kun opmålinger.
Torp nævnes første gang i 1365, da Valdemar Atterdag holdt tingmøde her. I 1401 forlenede dronning Margrete gården til Jens Bondesøn Due, der havde gjort en hastig karriere i hoftjenesten.
Hovedbygningen er på et ukendt tidspunkt flyttet over i nærheden af ladegården, der altid har været placeret mellem voldstedet og skræntens fod. Flytningen er muligvis sket efter en brand i 1573.
Herregården Nørtorp var i mange år adeligt gods. Den sidste ejer af gammel adel var rigsråd Erik Juel, der købte den i 1622, efter at han fire år før havde ægtet Sophie Sehested til Højriis. Det vides, at familien i perioder har opholdt sig på Nørtorp. Det vides, at Nørtorp ved Juels død i 1657 omfattede 96 tønder hartkorn.
Fra ægteskabet kendes to berømte sønner: Søhelten, admiral Niels Juel og statsmanden Jens Juel. Sidstnævnte blev født på Nørtorp i 1631. Den to år ældre Niels blev ikke født på Nørtorp, eftersom moderen var flyttet til Christiania i Norge på grund af de urolige tider. Blot en måned senere vendte hun imidlertid tilbage, så Niels Juel tilbragte sin barndom på Nørtorp.
En senere ejer (i hvert fald nævnt som sådan i 1686) var Hans August von Pagelsen, hvis begravelse i 1723 giver et indtryk af adelens standsmæssige traditioner. Selv om han døde i februar, begav enken sig i vogn til Viborg for at indkøbe sørgetøj til sig selv og børnene. Desuden lejede hun en rulle sort stof til at beklæde sørgestuen med, og fra Skive indforskrev hun en kogekone. Gårdens egne folk lod hun iklæde sørgedragt, og til det formål fik hun tøj farvet hos én af sine fæstebønder i Hjardemål.
En senere ejer var i årene 1723-1749 landsdommeren Christian Braem, og fra 1766 var Jørgen Mygind ejer indtil sin død i 1791. Mygind bortsolgte en del af godset og oprettede bl.a. en klædefabrik på stedet.
Til gården hørte da som bøndergods de fleste ejendomme på Holmen, i Rær, Hansted og Vigsø sogne, og desuden en del andre gårde i Nordthy. Herregård og gods blev sat på auktion, og flere velhavere var interesserede, især kancelliråd Toft på Ullerupgård, der ville købe både gården, godset og de tilhørende tiender. Men bønderne havde fået den idé at blive selvejere, så de købte i fællesskab herregården og i 1791 udstykkede den. Til Nørtorp Hovedgård hørte på dette tidspunkt 47 tdr. hartkorn, og den blev delt i 82 parceller.

## Ejerliste
(ikke komplet)
- -1622: Jakob Lykke
- 1622-1657: Erik Juel
- 1657-16??: Niels Juel ?
- 16??-1723: Hans August von Pagelsen
- 1723-1749: Christian Braem
- 1766-1791: Jørgen Mygind (derefter udstykket)